# Jason Mraz
Jason Thomas Mraz (Mechanicsville (Virginia), 23 juni 1977) is een Amerikaans singer-songwriter.

## Biografie
Jason Mraz groeide op in zijn geboorteplaats Mechanicsville in de staat Virginia. Hij stamt af van een Tsjechische grootvader die in 1915 naar de Verenigde Staten immigreerde. Mraz volgde een musicalopleiding in New York en leerde daar ook gitaar spelen. Eind jaren negentig verhuisde hij naar San Diego, waar hij met kleinschalige liveoptredens lokale bekendheid verwierf. Hij bracht in deze beginperiode enkele ep's en een livealbum uit.
In 2001 tekende Mraz een contract bij Elektra Records, waar hij een jaar later zijn eerste studioalbum uitbracht: Waiting For My Rocket To Come. Aan dit album werkte onder meer zijn goede vriend Bushwalla mee. Het album werd goed ontvangen en zou in de Verenigde Staten worden bekroond met de platinastatus. Zijn eerste single, The Remedy (I Won't Worry), leverde hem een top 15-notering op in de Amerikaanse Billboard Hot 100, maar werd ook in enkele andere landen opgepikt, waaronder in Nederland. In 2005 verscheen zijn tweede album, Mr. A-Z. Hij verzorgde voorprogramma's voor verschillende artiesten, onder wie James Blunt, Maroon 5, de Rolling Stones, Jewel, Alanis Morissette en Bob Dylan. Mraz was in 2007 voor het eerst ook in Nederland te zien, toen hij optrad in Paradiso, Rotown, North Sea Jazz Festival en tijdens een tuinconcert in Ootmarsum.
De internationale doorbraak van Mraz kwam er met de single I'm Yours (2008), die in veel landen een grote hit werd. In de Verenigde Staten zelf was het nummer goed voor een miljoenenverkoop en stond het 76 weken genoteerd in de Billboard Hot 100. I'm Yours was afkomstig van Mraz' derde album, We Sing, We Dance, We Steal Things, dat eveneens hoge verkoopcijfers behaalde. De opvolgende singles Lucky (een duet met Colbie Caillat), Make It Mine en Butterfly werden succesvolle radiohits.
Na een uitgebreide wereldtournee won Mraz op 31 januari 2010 twee Grammy Awards: voor beste popartiest en voor zijn nummer Lucky. In dezelfde periode begon hij aan de voorbereidingen voor een nieuw album. Samen met Toca Rivera maakte hij in het najaar van 2011 een mini-wereldtournee, die voornamelijk bestond uit akoestische optredens. In Europa stopte hij onder meer in Praag, Berlijn en op een privéhuiskamerconcert in Utrecht.
Op 13 april 2012 verscheen zijn vierde studioalbum, getiteld Love is a four letter word. Als voorproefje was eind 2011 al een eerste nummer van dit album uitgebracht: The World As I See It, dat als titelsong fungeerde van een wereldwijde campagne van ASUS en Intel. In januari 2012 volgde de eerste officiële single, I won't give up, dat hem wederom een groot succes opleverde. Binnen een week stond dit nummer op nummer 1 in de iTunes charts in de Verenigde Staten, terwijl het in Nederland werd uitgeroepen tot Alarmschijf en 3FM Megahit. In de Nederlandse Top 40 groeide I won't give up uit tot zijn grootste hit.
In de zomer van 2014 kwam Mraz met zijn vijfde album Yes! direct binnen op de eerste plaats van de Nederlandse Album Top 100. Voor dit album, dat akoestisch werd opgenomen, werkte hij samen met de band Raining Jane. De eerste single van het album, Love someone, werd echter geen hit en in de volgende jaren nam zijn internationale populariteit enigszins af. In 2017 en 2018 speelde hij mee in de Broadway-musical Waitress.
Zijn zesde album Know. en zijn zevende album Look for the good verschenen respectievelijk in augustus 2018 en augustus 2020.
In februari 2023 verscheen de single "I feel like dancing", als voorproefje van het album Mystical Magical Rhythmical Radical Ride, dat op zijn 46e verjaardag in juni werd uitgebracht. Vanaf september dat jaar nam hij deel aan de 32e jaargang van het programma Dancing with the Stars, waarin hij samen met de danseres Daniella Karagach eindigde als tweede.

### Persoonlijk
Mraz is biseksueel. Hij verloofde zich eind 2010 met Tristan Prettyman, maar deze relatie werd een half jaar nadien verbroken. In 2015 huwde hij met Christina Carano. Mraz leeft veganistisch en zet zich sterk in voor de bescherming van het milieu en mensenrechten. Hij bestiert een eigen avocadokwekerij en koffieplantage in Oceanside.

## Prijzen
- Grammy Award 2010 voor het nummer Lucky
- Grammy Award 2010 voor beste popartiest

## Discografie

### Albums
| Album met eventuele hitnotering(en) in de Nederlandse Album Top 100 | Datum van verschijnen | Datum van binnenkomst | Hoogste positie | Aantal weken | Opmerkingen |
| ------------------------------------------------------------------- | --------------------- | --------------------- | --------------- | ------------ | ----------- |
| Waiting for my rocket to come                                       | 15-10-2002            | -                     |                 |              |             |
| Mr. A-Z                                                             | 26-07-2005            | -                     |                 |              |             |
| We sing, we dance, we steal things                                  | 13-05-2008            | 24-05-2008            | 6               | 105          | Goud        |
| Beautiful mess - Live on earth                                      | 06-11-2009            | 14-11-2009            | 53              | 6            | Livealbum   |
| Love is a four letter word                                          | 13-04-2012            | 21-04-2012            | 2               | 41           |             |
| Yes!                                                                | 11-07-2014            | 19-07-2014            | 1 (1wk)         | 18           |             |
| Know.                                                               | 10-08-2018            | 18-08-2018            | 5               | 4            |             |
| Look for the good                                                   | 28-08-2020            | -                     |                 |              |             |

| Album met hitnotering(en) in de Vlaamse Ultratop 200 albums | Datum van verschijnen | Datum van binnenkomst | Hoogste positie | Aantal weken | Opmerkingen |
| ----------------------------------------------------------- | --------------------- | --------------------- | --------------- | ------------ | ----------- |
| We sing, we dance, we steal things                          | 2008                  | 31-01-2009            | 47              | 30           |             |
| Love is a four letter word                                  | 2012                  | 21-04-2012            | 22              | 24           |             |
| Yes!                                                        | 2014                  | 19-07-2014            | 43              | 11           |             |
| Know.                                                       | 2018                  | 18-08-2018            | 28              | 3            |             |
| Look for the good                                           | 2020                  | 05-09-2020            | 169             | 1            |             |

### Singles
| Single met eventuele hitnotering(en) in de Nederlandse Top 40 | Datum van verschijnen | Datum van binnenkomst | Hoogste positie | Aantal weken | Opmerkingen                                      |
| ------------------------------------------------------------- | --------------------- | --------------------- | --------------- | ------------ | ------------------------------------------------ |
| The Remedy (I Won't Worry)                                    | 11-03-2003            | 07-02-2004            | tip12           | -            | Nr. 89 in de Single Top 100                      |
| I'm Yours                                                     | 15-04-2008            | 13-09-2008            | 4               | 24           | Nr. 9 in de Single Top 100                       |
| Lucky                                                         | 13-01-2009            | 31-01-2009            | 8               | 13           | met Colbie Caillat / Nr. 10 in de Single Top 100 |
| Make It Mine                                                  | 2009                  | 20-06-2009            | 8               | 13           | Nr. 48 in de Single Top 100                      |
| Butterfly                                                     | 2009                  | 05-12-2009            | 31              | 4            | Nr. 76 in de Single Top 100                      |
| I Won't Give Up                                               | 03-01-2012            | 21-01-2012            | 3               | 24           | Nr. 3 in de Single Top 100 / Alarmschijf         |
| The Freedom Song                                              | 14-05-2012            | 19-05-2012            | tip2            | -            | Nr. 94 in de Single Top 100                      |
| Rough Water                                                   | 2013                  | 18-01-2014            | 38              | 2            | met Travie McCoy / Alarmschijf                   |
| Hello, You Beautiful Thing                                    | 2014                  | 21-06-2014            | tip1            | -            | Nr. 53 in de Single Top 100                      |
| It's Hard to Say Goodbye to Yesterday                         | 2014                  | -                     |                 |              | Nr. 90 in de Single Top 100                      |

| Single met hitnotering(en) in de Vlaamse Ultratop 50 | Datum van verschijnen | Datum van binnenkomst | Hoogste positie | Aantal weken | Opmerkingen                                      |
| ---------------------------------------------------- | --------------------- | --------------------- | --------------- | ------------ | ------------------------------------------------ |
| I'm Yours                                            | 2008                  | 18-10-2008            | 27              | 24           | Nr. 2 in de Radio 2 Top 30                       |
| Lucky                                                | 2009                  | 18-04-2009            | tip5            | -            | met Colbie Caillat / Nr. 22 in de Radio 2 Top 30 |
| Make It Mine                                         | 2009                  | 01-08-2009            | tip11           | -            |                                                  |
| Butterfly                                            | 2009                  | -                     |                 |              | Nr. 15 in de Radio 2 Top 30                      |
| I Won't Give Up                                      | 2012                  | 04-02-2012            | tip14           | -            | Nr. 21 in de Radio 2 Top 30                      |
| The Freedom Song                                     | 2012                  | 23-06-2012            | tip86           | -            |                                                  |
| Living in the Moment                                 | 2012                  | 12-01-2013            | tip60           | -            |                                                  |
| Rough Water                                          | 2013                  | 18-01-2014            | tip11           | -            | met Travie McCoy                                 |
| Love Someone                                         | 2014                  | 14-06-2014            | tip16           | -            |                                                  |
| Hello, You Beautiful Thing                           | 2014                  | 26-07-2014            | tip25           | -            |                                                  |
| Have It All                                          | 2018                  | 12-05-2018            | tip12           | -            |                                                  |
| More Than Friends                                    | 2018                  | 29-09-2018            | tip35           | -            | met Meghan Trainor                               |
| Miracle                                              | 2019                  | 23-03-2019            | tip             | -            | met Alan Parsons                                 |
| Look for the Good                                    | 2020                  | 02-05-2020            | tip13           | -            |                                                  |
| Green Lights & Blue Skies                            | 2020                  | 04-07-2020            | tip             | -            | met Gregory Page                                 |

### NPO Radio 2 Top 2000
| Nummers met noteringen in de NPO Radio 2 Top 2000 | '09  | '10  | '11 | '12  | '13 | '14  | '15 | '16  | '17  | '18  | '19  | '20  | '21  |
| ------------------------------------------------- | ---- | ---- | --- | ---- | --- | ---- | --- | ---- | ---- | ---- | ---- | ---- | ---- |
| Butterfly                                         | -    | -    | -   | -    | -   | 1906 | -   | -    | -    | -    | -    | -    | -    |
| I Won't Give Up                                   | ×    | ×    | ×   | 305  | 498 | 621  | 627 | 812  | 936  | 1298 | 1403 | 1561 | 1677 |
| I'm Yours                                         | 575  | 598  | 686 | 574  | 774 | 933  | 862 | 1020 | 1380 | 1171 | 1474 | 1496 | 1809 |
| Lucky (met Colbie Caillat)                        | 1543 | 1821 | -   | 1917 | -   | -    | -   | -    | -    | -    | -    | -    | -    |
| Make It Mine                                      | 1513 | 1475 | -   | -    | -   | -    | -   | -    | -    | -    | -    | -    | -    |

1. ↑  Een '-' betekent dat het nummer niet was genoteerd, een '×' betekent dat het nummer nog niet was uitgebracht en een vetgedrukt getal geeft de hoogste notering van een nummer aan.
2. ↑  2009 was het eerste jaar met een notering voor Jason Mraz.
3. ↑  Deze tabel is bijgewerkt tot en met de laatste editie (2024).

### Overige albums
- A Jason Mraz Demonstration (1999) - ep
- Live at Java Joe's (2001) - livealbum
- From The Cutting Room Floor (2001) - ep
- Sold Out (In Stereo) (2002) - livealbum
- On Love, In Sadness - The E Minor EP in F (2002) - ep
- Tonight, Not Again: Jason Mraz Live at the Eagles Ballroom (2004) - livealbum
- Wordplay (2005) - ep
- Extra Credit (2005) - digitale ep
- Geekin' Out Across the Galaxy (2006) - digitale live-ep
- Selections For Friends (2007) - livealbum
- Jason Mraz's Beautiful Mess – Live on Earth (2009) - livealbum
- Life is Good (2010) - ep